# Цемент (футбольный клуб, Михайловка)
«Цемент» — российский футбольный клуб из города Михайловка Волгоградской области. Основан в 1998 году под названием «Цементник». На протяжении своей истории принимал участие как в чемпионате Волгоградской области, так и в межрегиональных соревнованиях в составе команд КФК (ныне — ЛФЛ). Наибольшего успеха на областном уровне клуб добился в 2004 году, став чемпионом Волгоградской области, а на межрегиональном — в сезоне 2011/12, заняв 5-е место в первой зоне России среди ЛФЛ (МОА «Черноземье»).

## Названия
- 1998—2001: «Цементник»
- 2001—2016: «Цемент»[1]

## История

### Основание
Футбольный клуб «Цемент» был официально основан в 1998 году под названием «Цементник». Наименование связано с градообразующим предприятием — АО «Себряковцемент», одним из крупнейших производителей цемента в России.
В 1999 году «Цементник» стал обладателем Кубка Волгоградской области, а в 2000 году дошёл до финала турнира. В 2001 году команда изменила название на «Цемент». В 2001 и 2003 годах клуб занимал третье место в чемпионате области, а в 2004 году стал чемпионом Волгоградской области, опередив по дополнительным показателям команду «Урожай-Агро» (Елань).

### Выступления на межрегиональном уровне
С 2005 года «Цемент» участвовал в первенстве КФК в зоне МОА «Черноземье». Лучший результат был достигнут в сезоне 2011/12 — 5-е место (42 матча, 69 очков). Главным тренером команды в тот период являлся Андрей Александрович Мурнов.

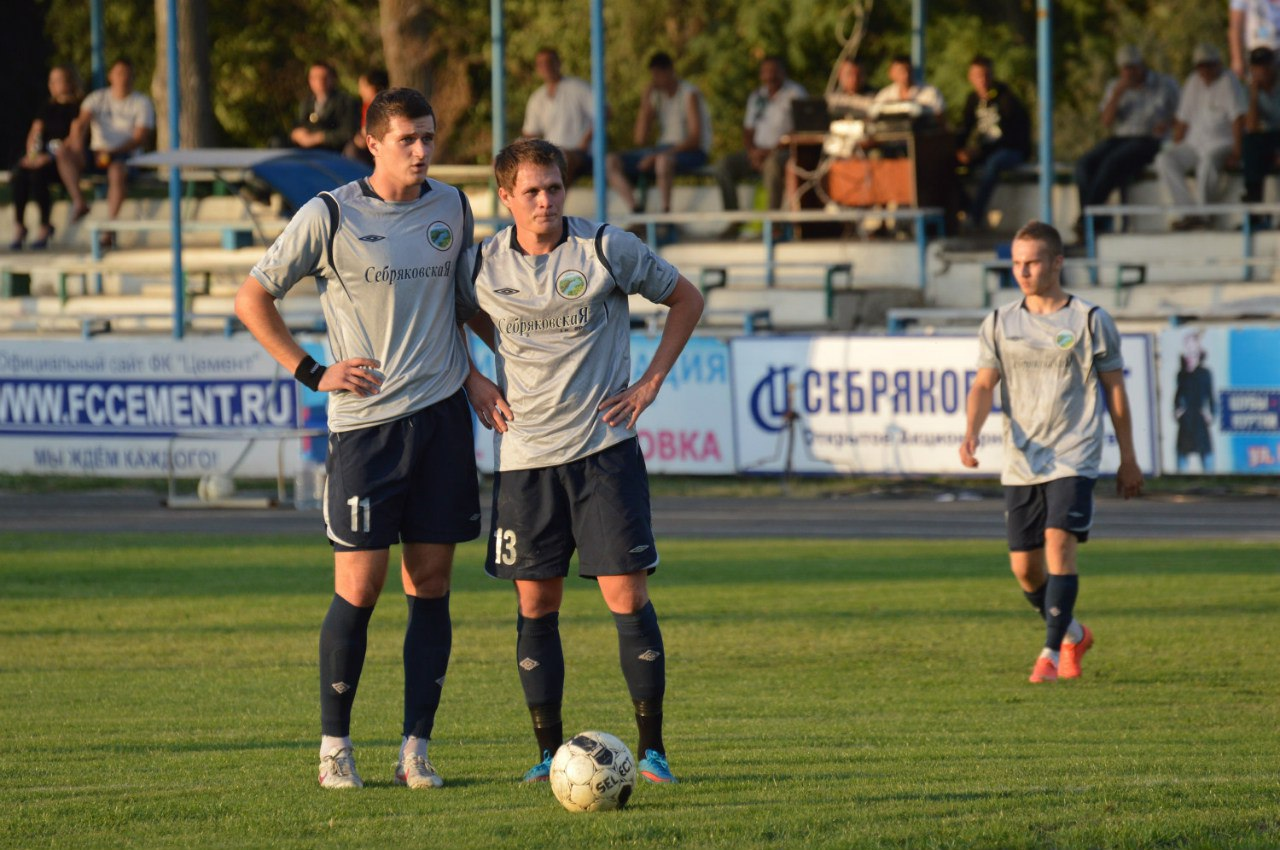
Игроки футбольного клуба «Цемент»

Несмотря на участие администрации города и предприятия «Себряковцемент» в поддержке клуба, бюджет коллектива оставался одним из наименьших в лиге. После успешного сезона 2011/12 команду покинула группа ведущих игроков, а появление в области профессиональной команды «Олимпия» (Волгоград) усложнило комплектование состава. В 2013 году руководство клуба отмечало серьёзные финансовые проблемы.

### Расформирование
В 2016 году из-за недостаточного финансирования «Цемент» не принял участие в первенстве МОА «Черноземье» и фактически прекратил существование.

## Домашний стадион
Домашние матчи «Цемент» проводил на стадионе Центра физической культуры и спортивной подготовки в Михайловке. Стадион до реконструкции вмещал около 2000 зрителей. 

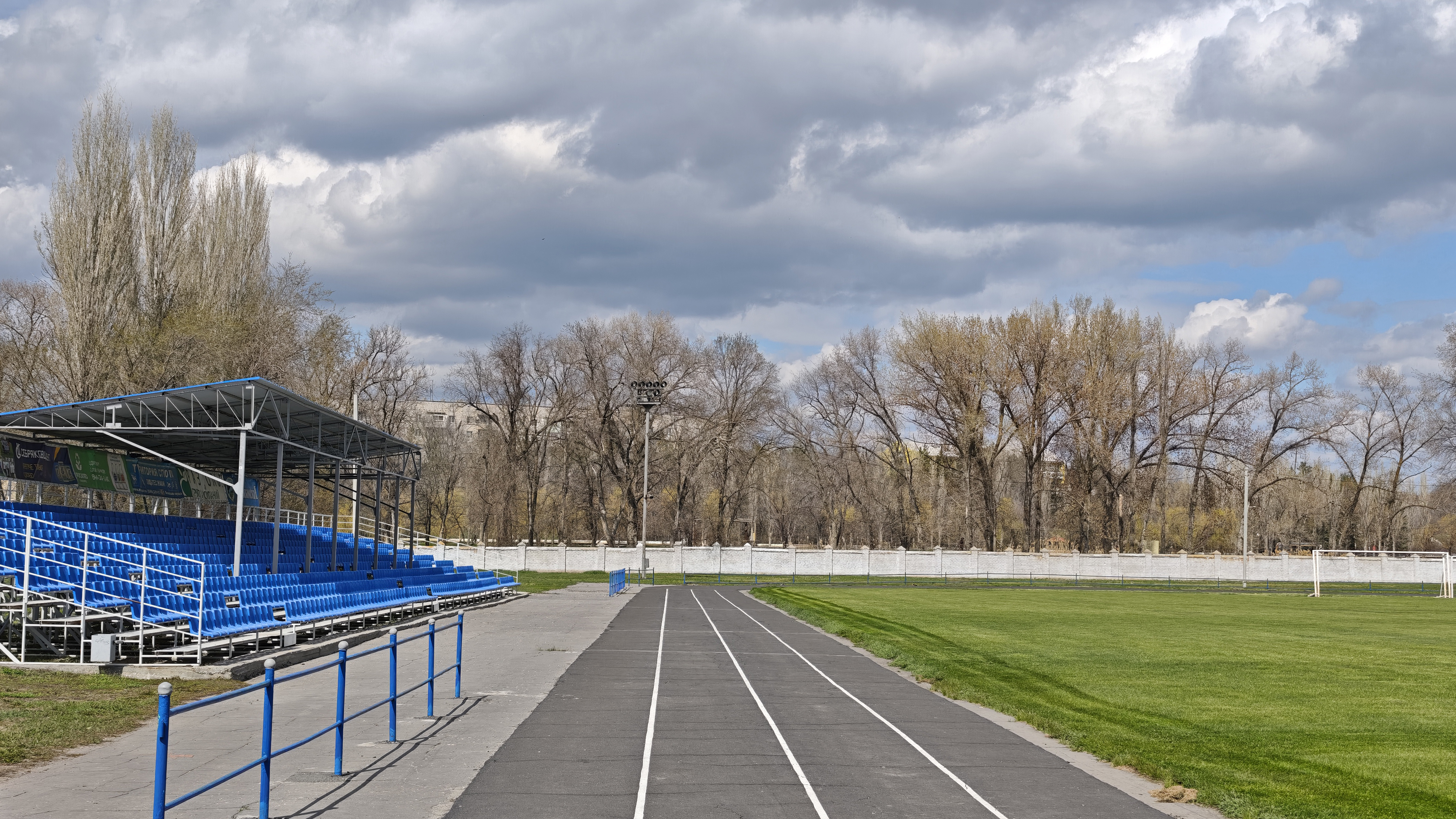
Стадион в Михайловке

## Статистика выступлений

### Чемпионат Волгоградской области
| Сезон | Место | И  | В  | Н | П | МЗ–МП | Очки |
| ----- | ----- | -- | -- | - | - | ----- | ---- |
| 1999  | 3     | 16 | 10 | 1 | 5 | 42–29 | 31   |
| 2000  | 7     | 26 | 10 | 8 | 8 | 37–28 | 38   |
| 2002  | 6     | 22 | 9  | 5 | 8 | 34–39 | 32   |
| 2003  | 3     | 18 | 12 | 3 | 3 | 45–9  | 39   |
| 2004  | 1     | 18 | 12 | 1 | 5 | 34–17 | 37   |

### Первенство России (ЛФК, МОА «Черноземье»)
| Сезон   | Место | И  | В  | Н | П  | МЗ–МП | Очки |
| ------- | ----- | -- | -- | - | -- | ----- | ---- |
| 2005    | 6     | 20 | 7  | 7 | 6  | 23–20 | 28   |
| 2006    | 6     | 28 | 13 | 6 | 9  | 40–30 | 45   |
| 2007    | 8     | 32 | 15 | 8 | 9  | 41–24 | 53   |
| 2008    | 11    | 34 | 12 | 7 | 15 | 45–53 | 43   |
| 2009    | 10    | 24 | 9  | 4 | 11 | 30–33 | 31   |
| 2010    | 7     | 22 | 7  | 9 | 6  | 24–26 | 30   |
| 2011/12 | 5     | 42 | 21 | 6 | 15 | 60–43 | 69   |
| 2012/13 | 12    | 28 | 7  | 4 | 17 | 25–53 | 25   |
| 2013    | 9     | 13 | 5  | 1 | 7  | 16–19 | 16   |
| 2014    | 12    | 26 | 5  | 3 | 18 | 36–59 | 18   |
| 2015    | 11    | 22 | 6  | 3 | 13 | 15–32 | 21   |

## Достижения
Чемпионат Волгоградской области
- Чемпион: 2004
- Бронзовый призёр: 1999, 2001, 2003

Кубок Волгоградской области
- Победитель: 1999
- Финалист: 2000, 2003

Межрегиональные соревнования (МОА «Черноземье»)
- Лучший результат: 5-е место (2011/12)